# Charqaoua
Charqaoua  (in arabo شرقاوة‎?) è un centro abitato e comune rurale del Marocco situato nella prefettura di Meknès, regione di Fès-Meknès. Conta una popolazione di 5 526 abitanti (censimento 2014).